# Anagnina (estación)
Anagnina es la estación terminal suroriente de la línea A del Metro de Roma. La estación se sitúa en la intersección de las vías Tuscolana y Anagnina, de la cual, la estación recibe su nombre.
El vestíbulo de la estación alberga mosaicos de los artistas italianos Luigi Veronesi y Lucio Del Pezzo, y del ruso Michajl Kulakov y el suizo Gottfried Honegger; todos ganadores del Premio Artemetro Roma.

## Historia
La estación fue construida como terminal suroriental de la primera sección construida de la línea A del metro, que entró en servicio el 16 de febrero de 1980, y que iba desde Anagnina a Ottaviano.
En el atrio de la estación, se conserva uno de los tranvías utilizados antes de la apertura de la línea A.